# Osbornetjuren

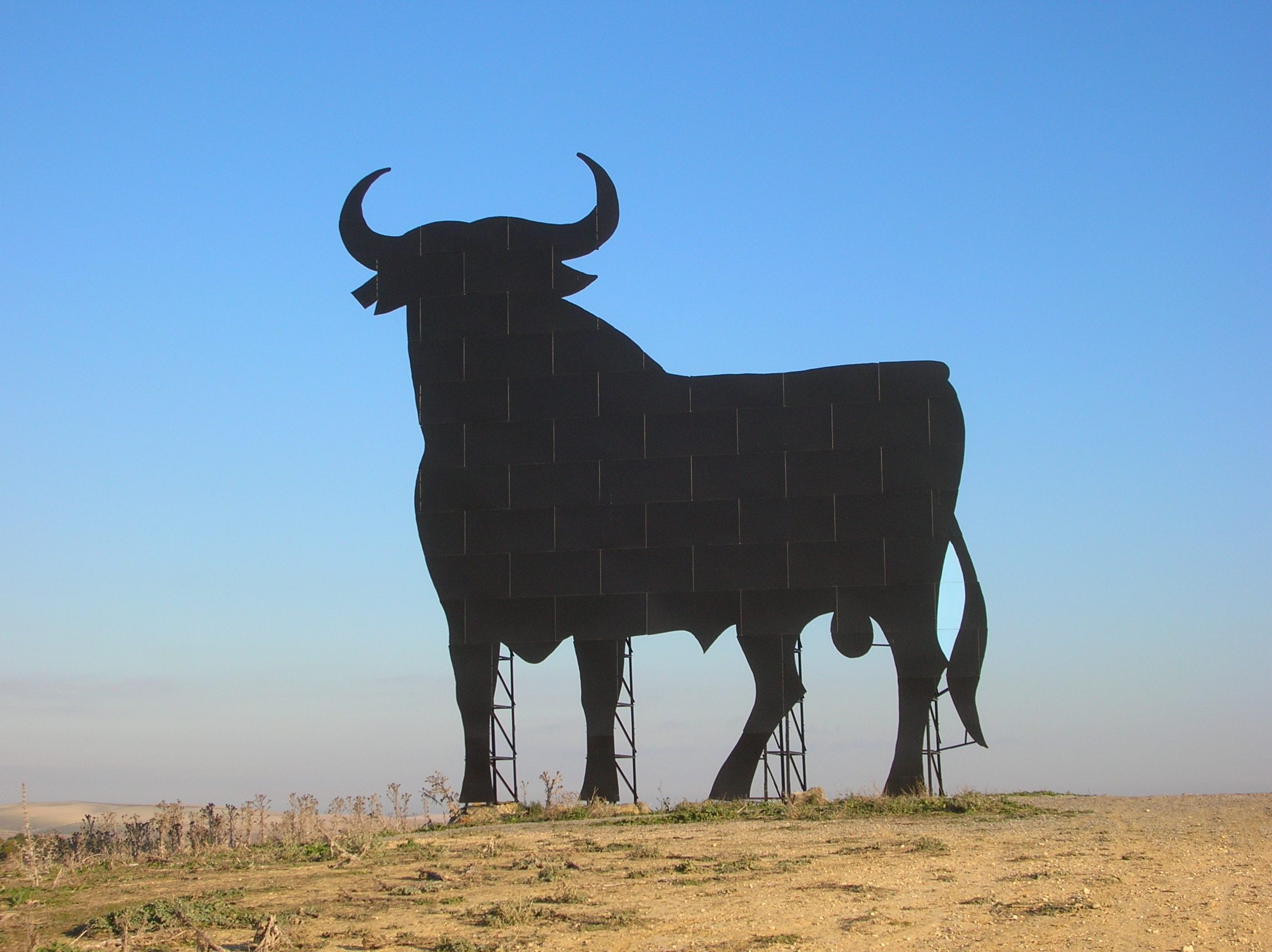
Osbornetjuren

Osbornetjuren är en svart siluettbild av en tjur i helfigur, förekommande på ett antal platser i Spanien.
Sherrytillverkaren Osborne satte upp stora bilder av tjurar, i svart och med tillverkarens namn, som reklamskyltar på platser nära de större vägarna över hela Spanien. 1990 förbjöds genom lagstiftning sådan annonsering längs vägarna och skyltarna skulle tas bort. Men skyltarna hade då blivit kända och de hade också kommit att uppfattas som en sorts symbol för Spanien, framförallt i Andalusien där de första skyltarna hade satts upp. Den nya lagen mötte därför protester och följden blev att skyltarna fick stå kvar, men under förutsättning att tillverkarens namn togs bort.
Det finns 88 reklamskyltar med Osbornetjuren i Spanien. De är ofta placerade på en liten kulle för att siluetten skall framträda klart emot himlen. Bara två skyltar bär fortfarande namnet "Osborne" på sig. Den ena av dessa står vid Jerez flygplats, utanför Jerez de la Frontera i Cádizprovinsen, och den andra i en närbelägen stad, El Puerto de Santa Maria, där Osbornes huvudkontor ligger.
Tjuren skapades 1956 av Manolo Prieto, född i El Puerto de Santa María. Underhållet av tjurarna sköts numera[när?] av Felix Tejada med familj.

## Folklore
Bilden på tjuren har fått stor popularitet och används som en inofficiell nationalsymbol för Spanien i många sammanhang: man ser ofta klistermärken som man sätter bak på bilen, souvenirer (t-tröjor, mössor, nyckelringar, askfat, vykort, kakelplattor, glasunderlägg etc), inklusive tryck på den spanska flaggan som en vapensköld, till och med som symbol på spanska flaggan i sportsammanhang där Spanien deltar och i internationella militära uppdrag där spanska soldater deltar.

## Placering

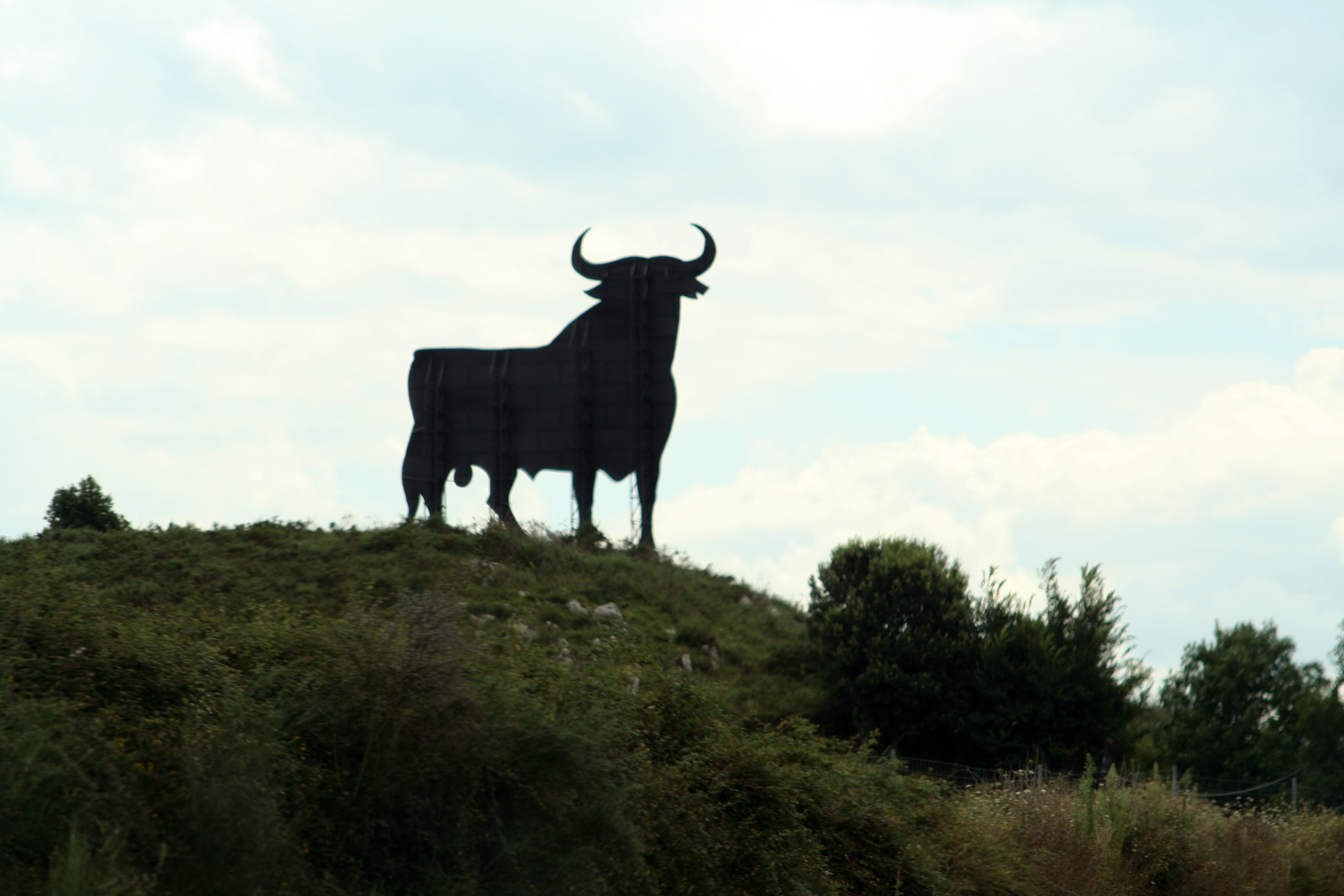
Tjur vid Llanes

För närvarande[när?] finns det 88 st Osbornetjurar som är ojämnt fördelade över Spanien. Medan några regioner saknar tjur (Kantabrien, Ceuta, Melilla och Murcia), eller bara har en (Balearerna, Kanarieöarna, Navarra och Baskien), så har Andalusien 21 stycken. Nedan visas en uppställning per region:
| Region              | Antal |
| ------------------- | ----- |
| Andalusien          | 21    |
| Aragonien           | 6     |
| Asturien            | 5     |
| Balearerna          | 1     |
| Baskien             | 1     |
| Extremadura         | 5     |
| Galicien            | 5     |
| Kanarieöarna        | 1     |
| Kantabrien          | 0     |
| Kastilien-La Mancha | 13    |
| Kastilien och León  | 13    |
| Katalonien          | 0     |
| Madrid              | 2     |
| Murcia              | 0     |
| Navarra             | 1     |
| La Rioja            | 2     |
| Valencia            | 12    |
|                     |       |
|                     | 88    |